# Inspektorat Północny Narodowych Sił Zbrojnych
Inspektorat Północny NSZ – jeden z inspektoratów w strukturze organizacyjnej Narodowych Sił Zbrojnych (NSZ).

## Struktura organizacyjna inspektoratu
- Komenda inspektoratu
- Okręg II Mazowsze Północ
- Okręg XIII Białystok

## Komendanci inspektoratu
- mjr/płk NSZ Stanisław Nakoniecznikoff-Klukowski (od jesieni 1943 r. do kwietnia 1944 r.)